# Aliments tabú
Els aliments tabú són aquells aliments —carns, peixos, vegetals, begudes— que, per raons culturals, religioses, morals o socials, no es consideren acceptables per al consum i són per tant, d'una manera o d'una altra, tabú per a algunes persones. La majoria dels investigadors, en particular antropòlegs, etnòlegs i sociòlegs nutricionals, coincideixen sobre la naturalesa omnívora de l'home; no obstant això, hi ha un element important que és la preferència cap a alguns aliments davant d'altres. Deixant aquest apartat a altres àrees de la ciència com la psicologia, la sociologia, etcètera, la veritat és que els gustos adquirits per una societat són desaprovats per una altra. Certament, el caràcter tabú dels aliments és més un aspecte local que global, que correspon a les nacions i grups socials. Els mecanismes que governen aquesta decisió no semblen correspondre a raons lògiques. Les investigacions sobre aquest tema reflecteixen que les preferències d'uns aliments pel que fa a d'altres no es troben en nosaltres des que naixem sinó que van adquirint-se per motius socials i d'educació, ja que els animals no presenten aquestes limitacions.
El menjar tabú s'ha associat des dels seus inicis amb una sensació de repugnància. L'associació amb un aliment incomestible ha estat sempre social, com el cas de la carn de gos i gat, i és en qualsevol cas interpretada com una qüestió reactiva de l'instint, degut en part al fet que la classificació com a tabú prové de situacions extremes de emergència com la fam, tal com va passar a l'accident aeri dels Andes. Com a regla general, la forta aversió respecte als aliments tabú es mostra com una nàusea que evita la ingesta d'aliments.
La major part dels tabús alimentaris es refereixen a la carn i als subproductes de l'especejament animal; només una petita part es relaciona amb les plantes. Els investigadors Daniel Fessler i Carlos David Navarrete van trobar en les seves investigacions 38 tabús basats en carn, però només set en plantes. Per a la investigació van examinar prop de dotze cultures diferents. En les investigacions es reflecteix que, respecte a Occident, la Xina és el país amb aliments que més tabús inspira, mentre que fora de les cultures asiàtiques el major nombre d'aliments tabú se situa a Europa central i França.

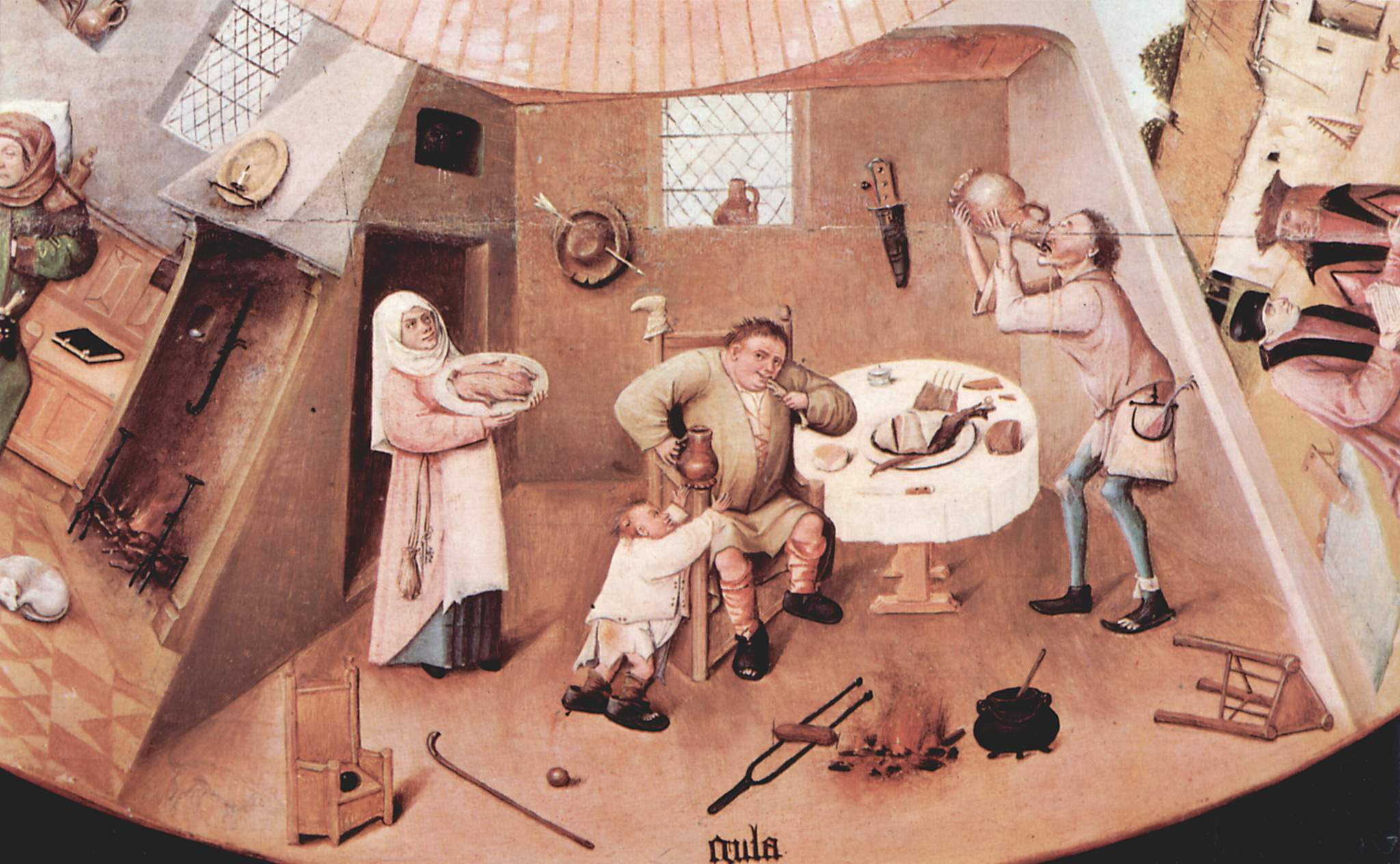
«Gola», una de les seccions de la Taula dels set pecats capitals de Hieronymus Bosch. Quatre personatges, en l'escena: a la taula hi ha un home gros menjant; a la dreta, de peu, un altre que beu ansiosament directament de la gerra; a l'esquerra, una dona presenta una nova vianda en una safata. Apareix un nen obès, que simbolitza el mal exemple que es dona a la infància. En primer pla, una salsitxa es rosteix al foc

## Models d'explicació
Hi ha diferents models d'explicació sobre l'emergència i manteniment en la societat sobre els tabús en el menjar. Els més coneguts són:
- El Principi cultural-materialista o econòmic-racionalista. El representant més conegut és l'antropòleg nord-americà Marvin Harris (Good to eat. Riddles of Food and Culture, 1985). Aquest principi assumeix que els aliments tabú es fonamenten en un motiu racional i una anàlisi cost benefici sobre el proveïment eficient del menjar. És la «teoria de la recerca òptima d'aliment», segons la qual cada grup cultural desenvolupa els seus hàbits nutricionals i dietètics en funció de la disponibilitat de les condicions ecològiques i econòmiques del lloc, tenint d'aquesta manera l'esperança d'alimentació ad eternum. Així, Harris raona per exemple que les vaques vives a l'Índia havien de tenir un gran valor i d'aquesta manera hauria estat molt costós sacrificar-les, per la qual cosa es va convertir en un aliment tabú com a vaques sagrades.
- El Principi sociocultural o funcionalista. Les idees més representatives d'aquest model assumeixen que els tabús serveixen de forma primària en l'estabilització de la identitat de grup i al mateix temps a la demarcació pel que fa respecte a d'altres grups. Els aliments tabú realitzen, d'aquesta manera, un servei social. Per tant, convertir en tabú un menjar o un aliment que menja un altre grup social proporciona aquesta sensació inconscient de demarcació. Un representant d'aquesta idea és Frederick J. Simoons (Eat emergency this Flesh. Food of avoidances into the old World, 1967). Aquest principi no pot explicar les raons per les quals la societat designa tabú a uns aliments i no a altres. El significat del menjar des d'aquesta perspectiva ja no és objecte d'investigació i d'anàlisi avui dia.[5]
- El Principi estructural, de Mary Douglas (Purity and Danger, 1966), Claude Lévi-Strauss i a Alemanya Ulrich Tolksdorf. En aquest model el menjar té una representació simbòlica, que ajuda a donar cert significat a l'entorn. Per aquesta raó cada cultura classifica els menjars com purs o impurs, sagrats i profanadors. Per regla general els aliments sagrats són comestibles i els profanadors no. Aquesta simple classificació va assenyalar l'aliment tabú com aquell que no havia de menjar-se i, per tant, havia de ser refusat.
- Una versió modificada del «principi estructural» va donar lloc a un model etnosocial mitjançant Edmund Leach (Culture and communication, 1974). El significat de no comestible (previ potser al de tabú) amaga darrere un animal classificat o molt estrany. Per exemple, a Europa central els animals de presa poden ser classificats i els insectes són animals estranys, així com els micos o els gossos. Leach va establir un índex de «comestibilitat» en funció d'un conjunt de regles connectades entre si. Si la relació amb l'objecte és «molt propera», llavors s'aplica una regla similar al tabú de l'incest i la seva consegüent prohibició de casament, una altra regla pot ser: els «animals nounats no són comestibles».
- El Principi d'emoció-psicològica, els representants d'aquest principi són Fessler/Navarrete (Meat is good tons taboo). Aquests investigadors afirmen que l'emoció és el fonament per a l'explicació de certs aliments tabú, ja que alguns estan relacionats amb la sensació disgust i aviat evolucionarien cap a un principi vital de supervivència en el qual es facilitaria una selecció dels aliments amb la intenció de minimitzar el risc a morir per la seva ingesta, d'aquesta manera va néixer el concepte de «menjar equivocat». Aquest risc és més gran amb animals que amb plantes. Els sentiments de disgust es tradueixen en nàusea i vòmit després del consum a causa de cert mecanisme en el cervell que ens obliga a sobreviure.

Tots els principis enunciats tenen els seus desavantatges i punts febles, i no són capaços d'explicar tots els aspectes i visions possibles sobre els aliments tabú. Eva Barlösius esmenta referent a això que molt possiblement el rebuig a menjar vaques a l'Índia, o a menjar carn de cavall al nord d'Europa, o carn de gos, així com la ingesta de carn de porc per musulmans i jueus, s'ha d'estudiar amb una teoria concreta per a cada cas més que en la recerca d'una teoria global que les expliqui.

## Aliments tabú a causa de creences religioses

### Carn bovina
Un dels més coneguts tabús alimentaris és la prohibició religiosa de l'hinduisme de menjar la carn dels bovins, especialment la de les vaques, que són considerades divines i inviolables. La vaca es considera a l'Índia com la representació divina de Prithivi Mata (la Mare Terra). A més d'un Krixna o encarnació del déu Vixnu, les representacions de la religió hinduista representen a les vaques amb el déu al seu costat. Un toro anomenat Nandi és la representació del déu Xiva. Per a alguns hindús una vaca és la reencarnació directa anterior abans de ser un humà, de manera que si es sacrifica una vaca es retrocedeixen 87 graons de reencarnació. Es considera sagrada no només la vaca, sinó també la llet i qualsevol producte del boví. Per a la majoria dels que viuen als estats federats de l'Índia és il·legal sacrificar bovins.
De Mahatma Gandhi es té la següent cita: «El centre de l'hinduisme és la protecció de les vaques. La protecció de les vaques és un dels més meravellosos fenòmens de l'evolució humana (...) La seva protecció del sacrifici és el regal de l'hinduisme al món. I l'hinduisme viurà en el futur, en tant li sigui permès protegir les vaques».

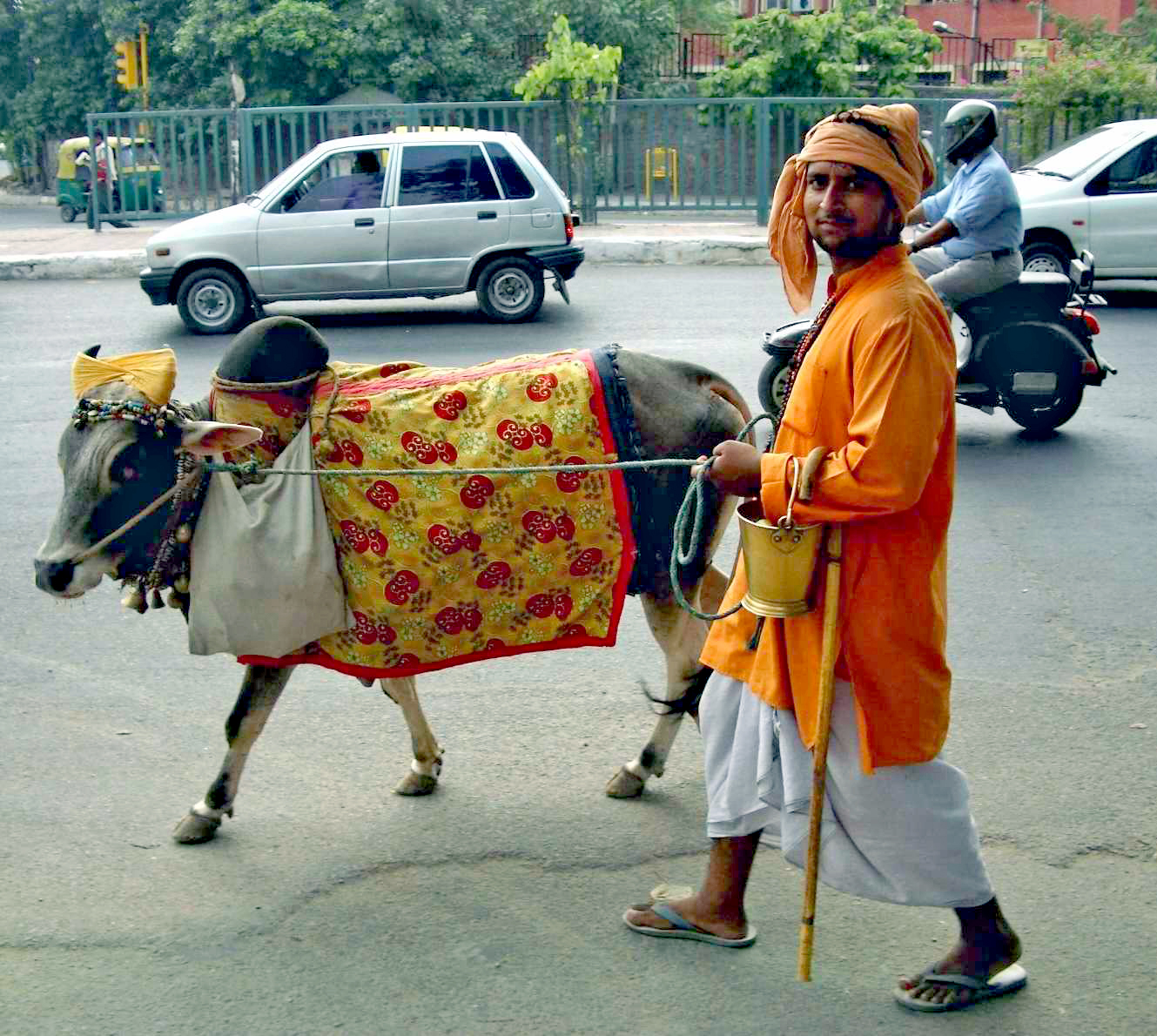
Una vaca en un carrer de Delhi

La veneració dels hindús per les vaques difereix bastant segons les regions. Per exemple, al nord de l'Índia hi ha una relació religiosa i gairebé emocional amb les vaques, però en el sud de Kerala s'ofereixen per al sacrifici els exemplars més vells a carnissers cristians o musulmans; la vedella es menja en certes quantitats en aquesta zona. Per a la majoria dels hindús la ingesta de carn de vedella és però un tabú. Els exemplars improductius es mantenen alimentats, i fins i tot hi ha unes espècies de residències per a vaques, on se les adora i se les alimenta amb pa. Segons l'antropòleg Marvin Harris, en el període de la dècada dels anys 1980, l'Índia tenia 3.000 d'aquestes residències per a vaques, en total prop de 580.000 animals, la majoria d'elles pertanyents als seguidors del jainisme.
La majoria dels hindús creuen que a l'Índia també existia a l'antiguitat la veneració i el principi de no sacrifici dels bovins; el consum del bou només és difós pels seguidors de l'islam al territori. Aquesta opinió generalitzada pot ser contradita, però, en consultar diverses fonts. Ja en el període que va des del 1800 fins al 800 en el nostre sistema de còmput d'anys, els indoaris portadors del veda que van viure al nord de l'Índia eren nòmades, i d'acord amb les fonts sacrificaven part del seu bestiar com a ritual religiós. En aquestes ofrenes després del sacrifici eren ingerides entre els sacerdots i els guerrers. Aquesta representació ha estat freqüentment investigada pels indòlegs. «El bestiar en l'època dels vedes no era només l'única ofrena important realitzada als déus, sinó que també era realitzada diàriament, tal com es veu (...) en nombrosos (...) textos. Encara en l'època de l'emperador Ashoka a mitjan segle iii no era tabú el sacrifici de vaques i ovins. Els bramans menjaven carn de vaca, i l'oferien als seus convidats (...). Amb el pas del temps la carn dels bovins va anar convertint-se en tabú per a tots els hindús, mentre que al mateix temps els subproductes eren considerats sagrats o com a exemple de purificació.».

### Carn de porc

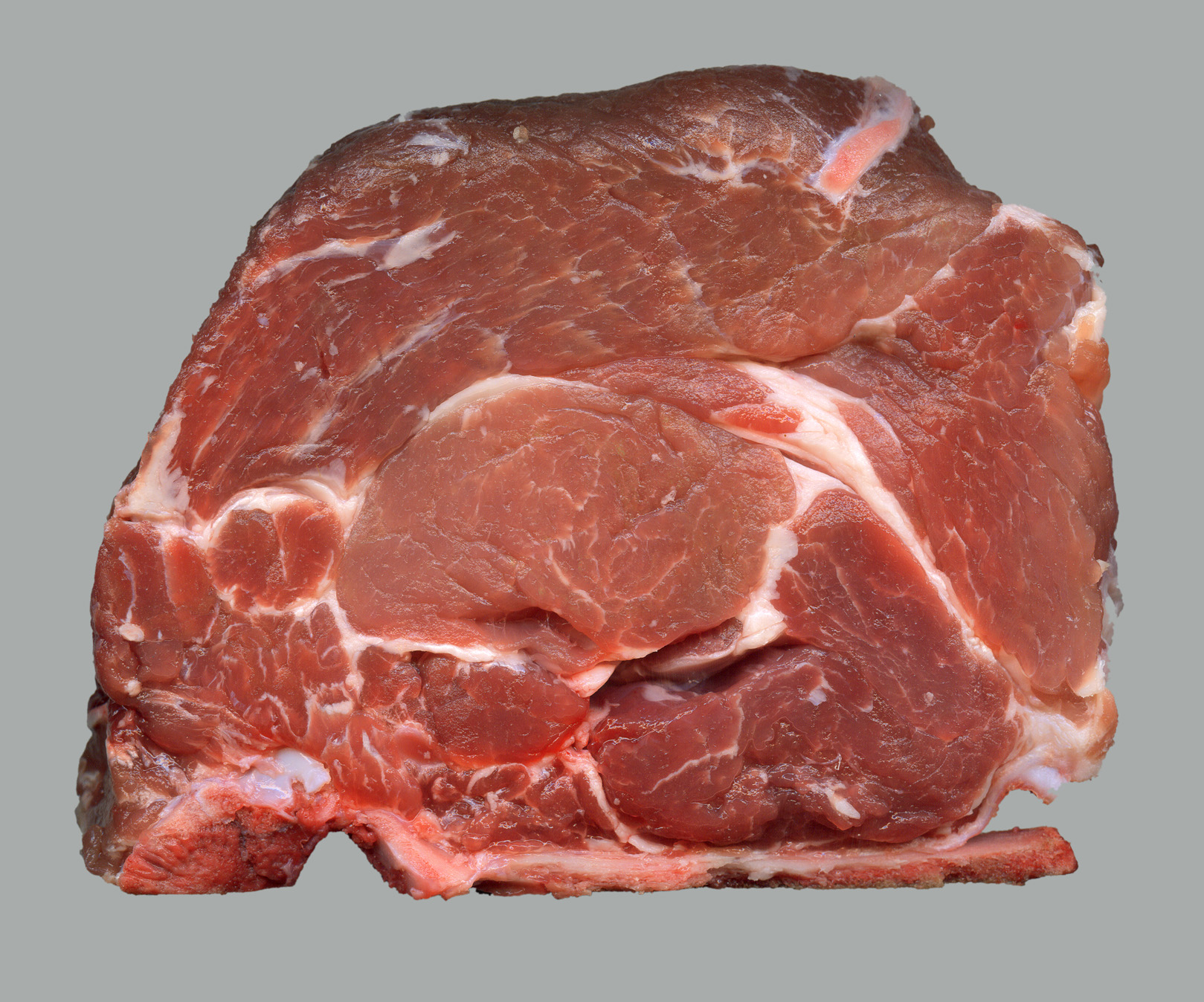
Carn de porc

Tant en la religió jueva com a la musulmana i en certes religions cristianes com els adventistes, la carn de porc és un tabú. Els textos sagrats de les dues prohibeixen el seu consum. La Torà prohibeix el consum en cru d'una gran quantitat d'animals, i aquesta prohibició afecta també al porc domèstic. La prohibició s'esmenta en el Levític, el tercer llibre de Moisès:
| « | Aquests són els animals que menjareu d'entre tots els animals que hi ha sobre la terra. D'entre els animals, tot el que té peülla dividida i que rumia, aquest menjareu. Però dels que rumien o que tenen peülla, no menjareu aquests: el camell, perquè rumia però no té peülla dividida, el tindreu per immund. També el conill, perquè rumia, però no té peülla, el tindreu per immund. Així mateix la llebre, perquè rumia, però no té peülla, la tindreu per immunda. També el porc, perquè té peülles però no rumia, el tindreu per immund. | » |

El llibre es correspon amb el Levític de l'Antic Testament i, per tant, també apareix en aquest l'esmentada prohibició. Tot i això, el cristianisme no ha desenvolupat el corresponent tabú.
L'Alcorà prohibeix igualment i de forma explícita el consum de la carn de porc, donant una clara indicació sobre el que és en els aliments pur (halal) i impur (haram) des del punt de vista de les lleis islàmiques:
| « | Se us prohibeix menjar la carn de l'animal que hagi mort de mort natural, la sang, la carn de porc i la d'un animal que se sacrifiqui en nom d'un altre que Déu; no obstant això qui es vegi obligat a fer-ho en contra de la seva voluntat i sense buscar en això un acte de desobediència, no incorrerà en falta. És cert que Déu és Perdonador i Compassiu [...]. | » |

En ambdues religions la carn de porc és considerada com a tabú i ambdues justifiquen avui dia aquest rebuig esmentant les qualitats poc netes de l'animal en la seva rutina diària: es diu que és brut i que s'alimenta dels seus propis excrements. A més, la ingestió de la seva carn està relacionada amb nombroses malalties, inclosa la triquinosi. La veritat és que els porcs mengen els seus excrements només quan no troben un altre tipus d'aliment al seu abast. No tenen porus a la pell, de manera que per regular la seva temperatura corporal necessiten refrigerar per la boca. No obstant també les cabres i les gallines s'alimenten dels seus propis excrements. La triquinosi va ser coneguda per la comunitat científica a finals del segle xix i no hi ha raó per a l'emergència d'aquest tabú. «Si el principal motiu de la prohibició hagués estat solament els aspectes higiènics, en aquest cas els ovins haguessin estat prohibits urgentment molt abans, a causa dels paràsits, molts dels quals produeixen malalties com el carboncle (...) ». Descobriments arqueològics realitzats en el passat a la regió de l'Orient Mitjà mostren que els porcs eren consumits a la zona.

### Carn de cavall

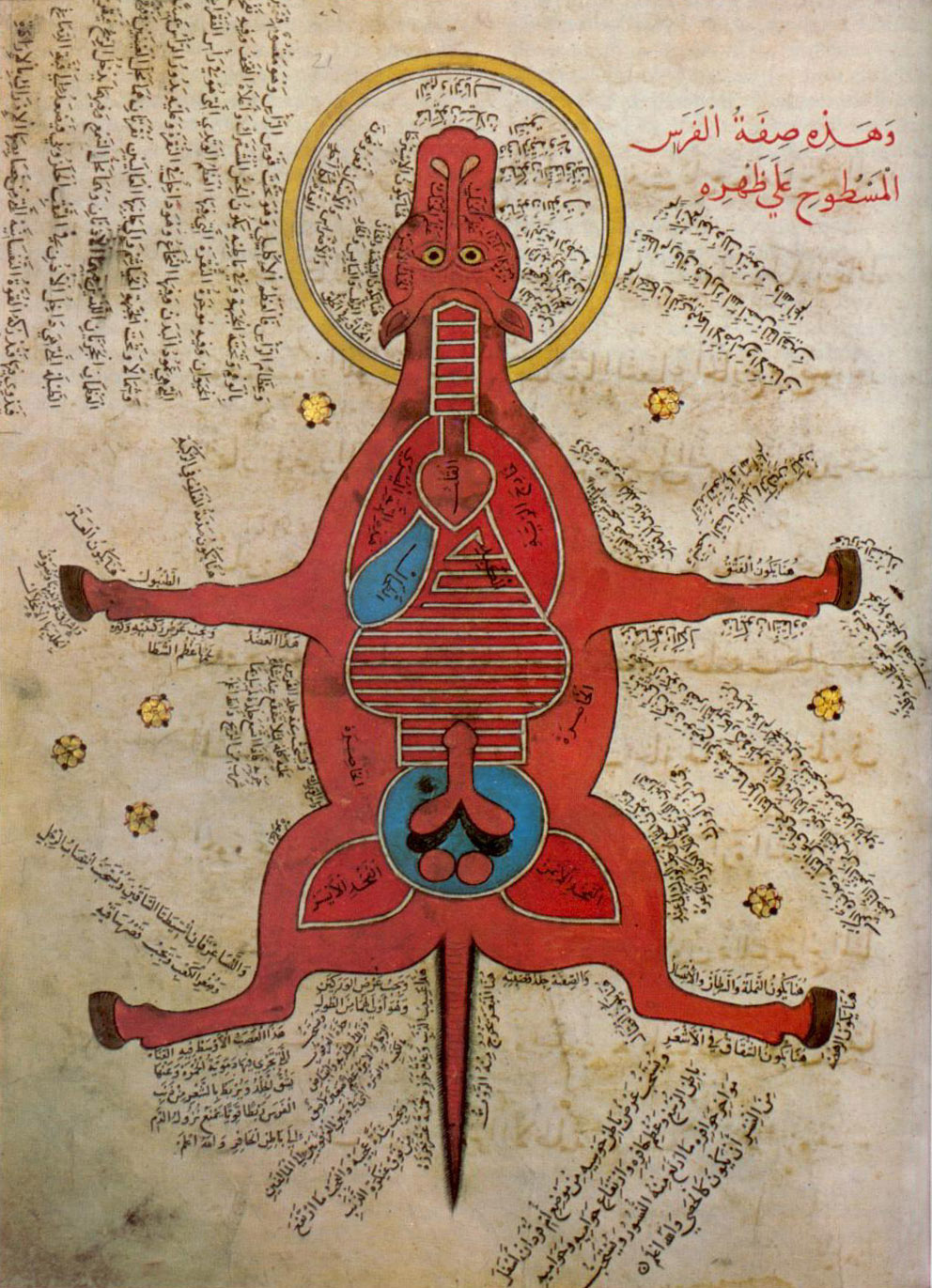
Anatomia d'un cavall en una representació de l'Egipte medieval

La carn de cavall és considerada en alguns països com un aliment més en la dieta, però igual que altres carns en altres països s'ha convertit en un aliment tabú o almenys és rebutjada per al seu consum. El cashrut jueu prohibeix entre altres coses el consum de la carn de cavall; en l'islam es considera a la carn de ruc i cavall un aliment halal (permès), i no és considerat com haram (prohibit).
En el cristianisme no hi ha regles restrictives sobre això. No obstant, la carn de cavall és considerada tabú en alguns països com el Regne Unit, Estats Units i Austràlia, però en algunes zones d'Espanya, França, Bèlgica, Països Baixos, Itàlia i Polònia és comercialitzada normalment i pot trobar-se en supermercats. A Alemanya, a Àustria i a Suïssa hi carnisseries de cavall, encara que la carn és consumida per una minoria en l'actualitat. Existeixen plats a la cuina alemanya com el Rheinischer Sauerbraten que en temps remots es feia amb carn de cavall; el Leberkäse elaborat en cuina austríaca amb carn de cavall és considerat en aquest país com una delícia. Existeixen plats a la cuina japonesa com el sakura (桜) o sakuraniku (桜 肉), on també és considerat una delícia. L'any 2002 la Xina, Mèxic, el Kazakhstan, Itàlia, Argentina i Mongòlia van ser els països de major producció de carn cavallina. L'any 2001 només a Europa es van consumir aproximadament 153.000 tones d'aquesta carn.
Els psicòlegs de l'alimentació no diuen res en contra de l'alimentació basada en la carn de cavall. Posseeix nombroses fibres, és pobra en calories i amb l'excepció de l'ús de vells exemplars la carn sol ser molt tendra. El consum humà és molt antic i s'han trobat ossos de cavall en diverses excavacions realitzades en coves de l'Edat de Pedra provant d'aquesta manera que es menjaven freqüentment equins en aquest període. Quan hi va haver a Europa un canvi climàtic les planes i les pastures es van expandir i la carn de cavall es va posar a disposició dels pobles que muntaven a cavall com en el cas dels mongols i els huns. Els cavalls van ser a poc a poc deixant el seu lloc com a aliment a causa que era més fàcil sacrificar un porc, sent a més el cavall útil com a mitjà de transport més que com a aliment. Els romans d'acord amb les fonts no menjaven cavalls, que eren emprats com a mitjà de transport i com a mitjà logístic de les batalles, així com suport per a la cavalleria.
Les tribus àrabs que van conquistar Espanya l'any 711 van creuar els Pirineus l'any 720 i van patir una derrota a la batalla de Poitiers l'any 732 per les tropes comandades per Carles Martell; aquest contratemps va fer que l'avanç es detingués. La cavalleria va jugar un important paper en aquesta victòria. En la mateixa època es realitzaven sacrificis amb animals dedicats als déus per les tribus teutones; entre els quals s'incloïa el sacrifici de cavalls. Després de la batalla de l'any 732 el papa Gregori III va escriure una carta al missioner Bonifatius en la qual requeria prohibir el consum de carn de cavall de forma immediata, al·legant la seva puresa.

### Sang

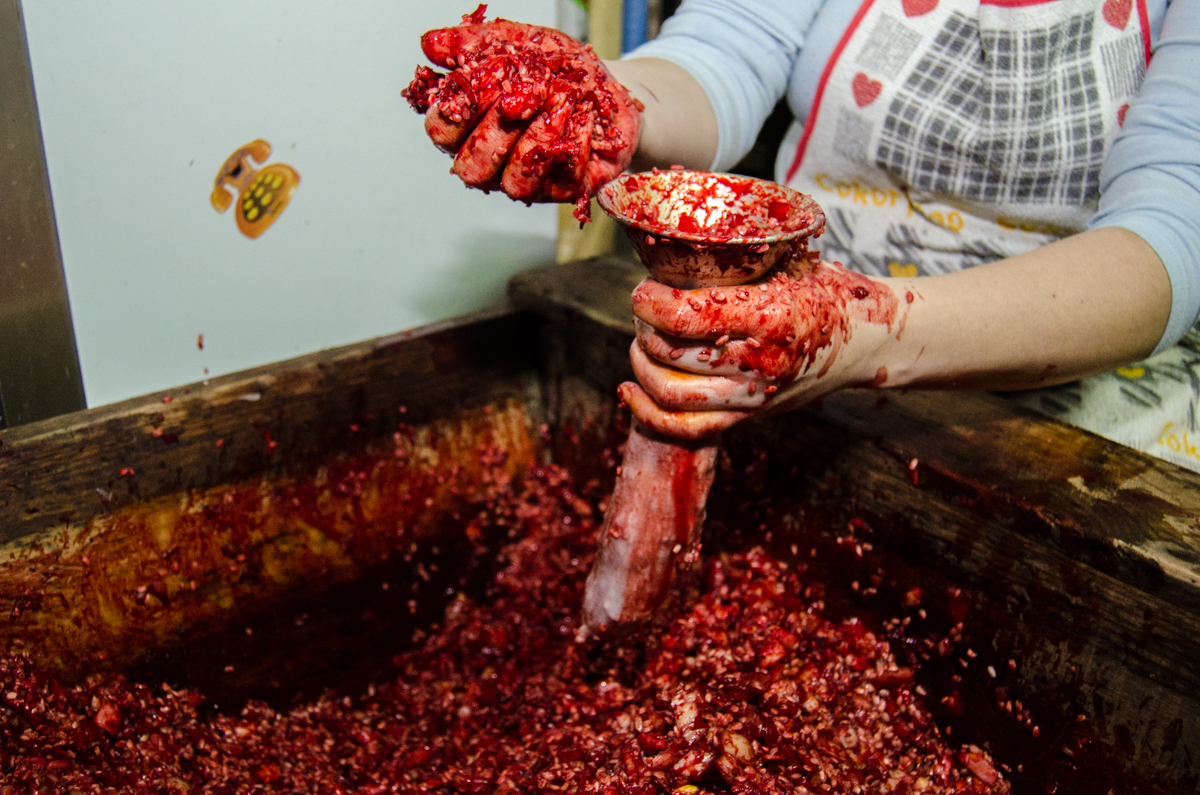
Elaboració artesanal dels botifarrons, amb sang i d'altres ingredients

En el judaisme, en l'islamisme i en certes denominacions cristianes com els testimonis de Jehovà i els adventistes, es considera tabú el consum de sang, carn sagnant o aliments que continguin sang com a ingredient. A la Bíblia, en el llibre V de Moisès es rebutja el consum de sang per ser una font de vitalitat. Aquesta prohibició es repeteix a la Torà i en el Levític. Com en el cas del tabú de la carn de porc, el fet que el tabú de menjar sang aparegui a la Bíblia no ha estat seguit entre els cristians, encara que habitualment sí existeix un tabú cultural. No obstant això, hi ha indicis que aquesta prohibició era respectada pels primers cristians.
A l'Alcorà la prohibició es pot llegir en la Sura 5.4. Per respectar aquest tabú, en els especejaments hi han mètodes i persones especialitzades (judaisme: shojet, 'matador') encarregades de «purificar» la carn eliminant tot rastre de sang perquè pugui ser ingerida d'acord amb les regles de cada religión. També a l'Alcorà hi ha prohibicions explícites sobre la ingesta de sang: s'esmenta repetidament que el sacrifici dels animals ha d'anar acompanyat d'un degollament, que elimina els rastres de sang en les venes. Tanmateix, la prohibició es refereix només a la «sang vessada», el que es pot entendre com la sang que brolla.
Per raons diferents a la religió, en alguns països de la Unió Europea està prohibit vendre sang líquida, al·legant raons de salut pública. Aquest fenomen ha fet que alguns plats tradicionals com el sanguinaccio dolce (barreja de xocolata amb sang de porc) de la cuina de Nàpols quedés relegat gairebé a l'oblit. No obstant això, el consum dels subproductes processats en forma d'embotit (botifarró, black pudding, ...) està molt estès i és molt popular.

## Aliments tabú per motius no religiosos

### Carn de gos

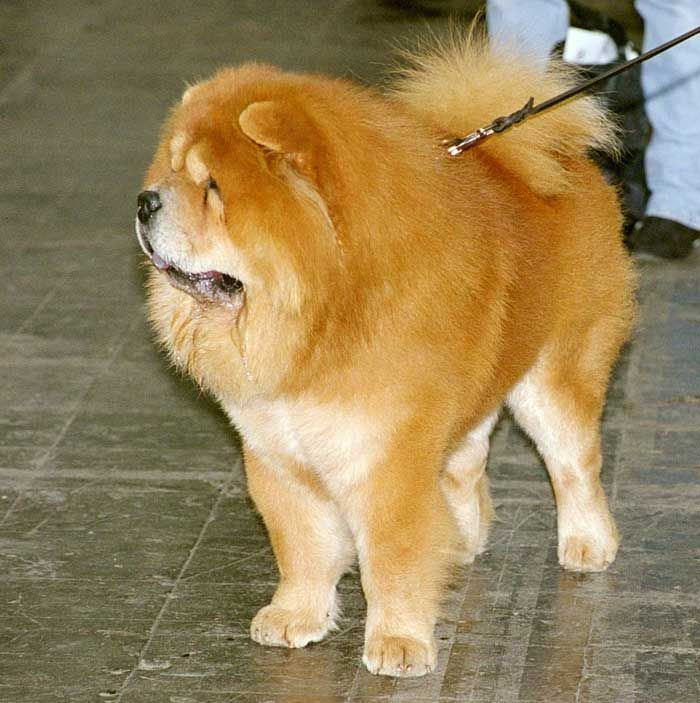
El Chow-chow va ser considerat un aliment a la Xina

Tot i que la carn de gos es consumeix en certs països, en la major part del món es considera un aliment tabú. A Europa va arribar a usar-se com a aliment només en situacions de catàstrofe o emergència en el passat, però avui dia el seu consum és tabú i s'associa sovint amb els moviments de protecció dels drets dels animals. Es consumeix en països com la Xina, Corea, Vietnam, Filipines, Timor Oriental i el Congo, i existeixen referències sobre el fet que a Suïssa i en certes parts d'Alemanya es menja carn de gos. Cap el 1900 existien escorxadors de gossos a Chemnitz, Dresden i Zwickau. En una entrevista de maig de 2006, Enric de Dinamarca es va declarar amant dels gossos i de la seva carn, a la que va comparar amb la del pollastre.
Són pocs els psicòlegs de l'alimentació que afirmen la necessitat humana del consum de carn de gos. L'acceptació o rebuig d'aquest tipus de carn per la societat o per grups socials és un fenomen que pot definir-se només com culturalment adquirit. La discussió sobre aquest tema a Europa i els Estats Units té com a resultat que la seva relació amb aquests animals domèstics és intensa i comparteix lloc comú en la vida íntima de les famílies. Durant la Copa Mundial de Futbol de 2002, celebrada a Corea del Sud, hi va haver una activitat crítica internacional sobre el consum de carn de gos a Corea, ja que aquest país no ha prohibit el seu consum. L'actriu i protectora dels animals Brigitte Bardot va parlar a favor de la protesta internacional.
En les cultures occidentals, els animals domèstics es consideren part de les famílies humanes. Aquest fenomen ha fet distingir als antropòlegs entre «animals de companyia» (animals petits que s'adopten), «animals domèstics» (generalment més grans i conviuen amb els humans) i «animals útils» com les vaques i els porcs. Alguns estudiosos mantenen que hi ha una unió emocional amb aquests animals que els converteix en potencials aliments tabú, encara que Harris i altres autors neguen aquest tipus d'unió.

### Insectes

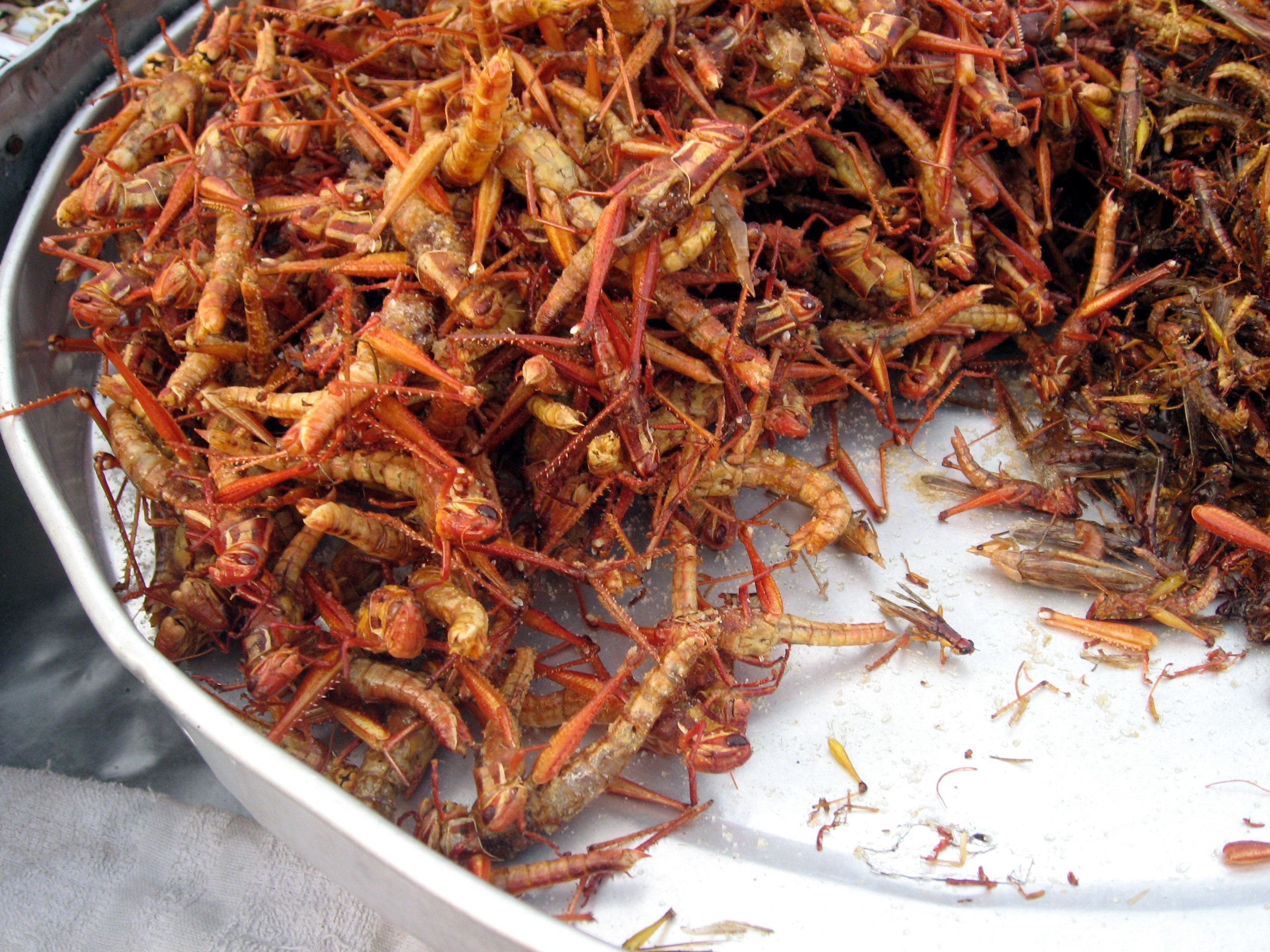
Llagostes rostides a la graella, a Bangkok

A Europa, els insectes no són considerats un aliment, mentre que en alguns països d'Àsia, Àfrica i parts de Mèxic poden incloure'ls com aliments en alguns plats i són considerats anàlegs de la carn. A Europa i als Estats Units els insectes són associats tradicionalment amb les escombraries i la brutícia, i per aquesta raó s'evita el seu consum, denominat tècnicament amb el terme entomofàgia en les cultures occidentals, i es dedueix d'ell que és un costum desviat o inusual. Els antropòlegs assumeixen que en l'antiguitat alguns insectes van formar part de la dieta dels europeus, alguns poetes de l'antiguitat com Aristòfanes anomenaven a les llagostes «pollastres de quatre ales», i els romans menjaven larves denominades Cossus. A l'edat mitjana alguns hàbits alimentaris van canviar i els insectes van desaparèixer de la dieta. No obstant això a començaments del segle xx en algunes parts del nord de Hesse i França s'elaboren sopes amb el melolontha.

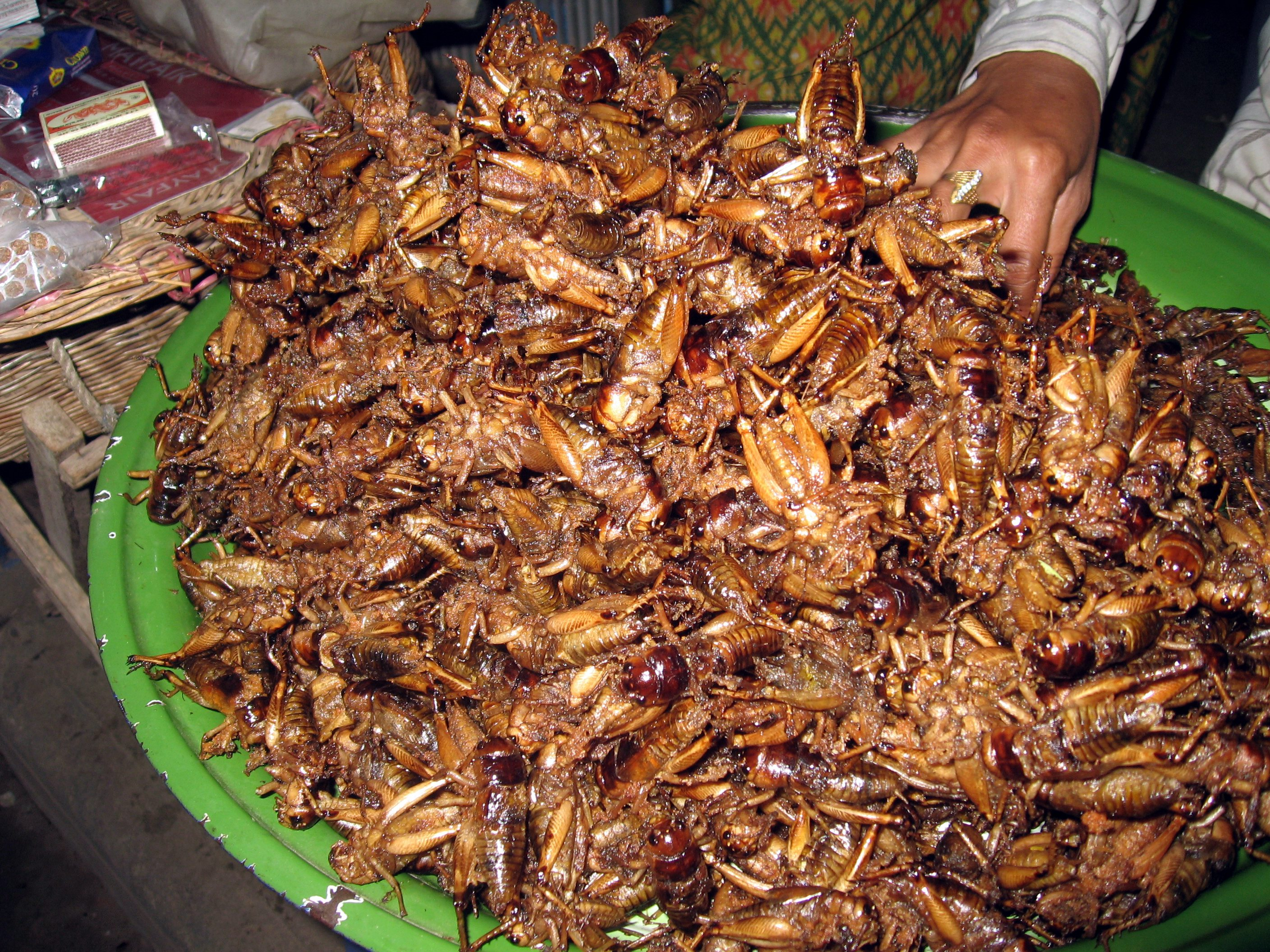
Insectes fregits en un mercat del Regne de Cambodja

Amb el constant creixement de la població humana pot arribar a un punt en què no hi hagi aliments conreats per proveir-la (Catàstrofe maltusiana), i els experts han començat a pensar en la possibilitat d'alimentar a la població amb insectes, intentant fer més popular el seu consum. De manera aïllada s'ofereixen menús en certs restaurants, s'imprimeixen llibres, programes de televisió, etcètera. No obstant, el consum de certs insectes per la Unió Europea cau sota la categoria de novell food i ha dedicat un apartat de la seva regulació per vigilar el seu consum. A poc a poc els països occidentals van adaptant els seus costums culinaris cap els insectes i alguns productes venuts en els mercats occidentals solen contenir com a ingredients insectes molts, com per exemple en la melmelada, mantega de cacauet o en els vegetals congelats. També les figues tenen de manera natural petits insectes entre la seva polpa.
Molts insectes poden ser considerats com una font apropiada de proteïnes, per exemple, cent grams de larves de tèrmits africans poden arribar a tenir 610 kcal, 38 g de proteïna i 46 g de greix; 100 g de larves d'arnes tenen aproximadament 375 kcal amb 46 g de proteïna i 10 g de greix. Les larves seques d'abella tenen un 90% de proteïnes i la resta, de greix. El fet que els insectes posseeixin una substància com la quitina que no podem digerir no representa un problema, ja que es pot retirar abans de la ingesta, igual que es fa amb els crustacis (llagostins, llagostes, etcètera). A més, les larves no contenen quitina. El gust dels tèrmits i grills recorda al de l'enciam i les llagostes fregides tenen un gust dolç. No obstant això, no tots els insectes són comestibles, sent una part d'ells verinosos.
Alguns casos aïllats i locals a Europa són un exemple tradicional de consum d'insectes. Un d'ells és el formatge italià Casu marzu que es menja a Sardenya i que té larves, un altre exemple és el Milbenkäse que s'elabora amb els excrements dels àcars.

### Plantes i verdures

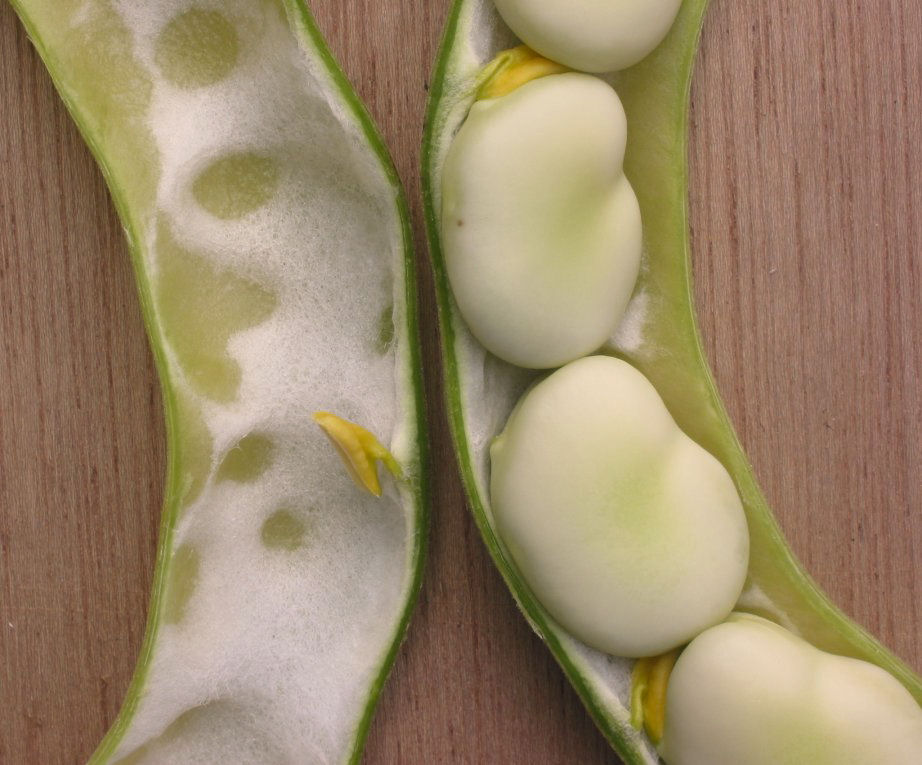
Les faves com a tabú pitagòric

Mentre la majoria de les societats associen els tabús al consum de determinades carns, els tabús basats en plantes són rars i existeixen només en petites ètnies determinades. A més es produeix una distinció en sexes: hi ha aliments que són tabús per a homes i no per a dones, i a l'inrevés. Pocs autors esmenten les verdures o plantes com a aliments tabú, la majoria afirmen que l'aliment tabú és només amb carn, i rebutgen l'existència de tabús alimentaris basats en plantes.
La etnòloga Anne Meigs va investigar la cultura i la vida social de les tribus Hua de Nova Guinea i va proporcionar una llista amb tabús alimentaris dels homes. Tots els aliments implicats estaven associats amb la feminitat i amb la sexualitat femenina. Per exemple, els vegetals de color vermell, les fruites brillants del mateix color i els bolets, per la seva relació amb la menstruació, eren tabú, així com els aliments relacionats amb certes olors. Els homes de la tribu són sancionats si violen els tabús. En les cultures occidentals s'han associat els tabús de plantes a la sexualitat, en alguns períodes de la història no s'han considerat tabú i eren considerades com afrodisíacs.
Un exemple històric de tabú al consum de plantes és el del matemàtic grec Pitàgores de Samos: tant ell com els seus seguidors «pitagòrics», així com els òrfics, van fer de les faves un exemple de tabú alimentari. L'existència del tabú va ser esmentada per fonts antigues com Aristòtil.

## Aliments prohibits i rebuigs
La caça i consum d'alguns animals està internacionalment prohibit per raons de protecció d'espècies. Alguns exemples són la tortuga, el castor, algunes foques antàrtiques i les balenes. La Unió Europea sanciona als ciutadans que infringeixin danys o cacin aquestes espècies protegides, així com el consum de gossos i gats. Una prohibició legal no és equivalent a un tabú. Hi ha espècies d'animals en vies d'extinció sense relació amb el seu consum directe pels humans. No obstant això, el límit entre els aliments prohibits legalment i els que són tabú està encara en discussió, i alguns autors tracten a tots dos com un tabú.
La sociòloga Monika Setzwein estableix diferències entre prohibició, tabú i rebuig, establint una escala gradual d'acceptació social que va des del tabú (molt acceptat en la societat), el rebuig (una mica menys) i finalment la prohibició. Defineix com a tabú una «prohibició interna», que no necessita d'una raó especial per a ser activada. «Una característica substancial del tabú és que és una ocupació emocional i que sovint té un caràcter ambivalent, on la reverència i l'avorriment tenen fronteres molt subtils. […] El rebuig a certs aliments pot distingir-se de les prohibicions i dels tabús, degut en part a les connotacions socials dels menjars».

### Ocells cantaires

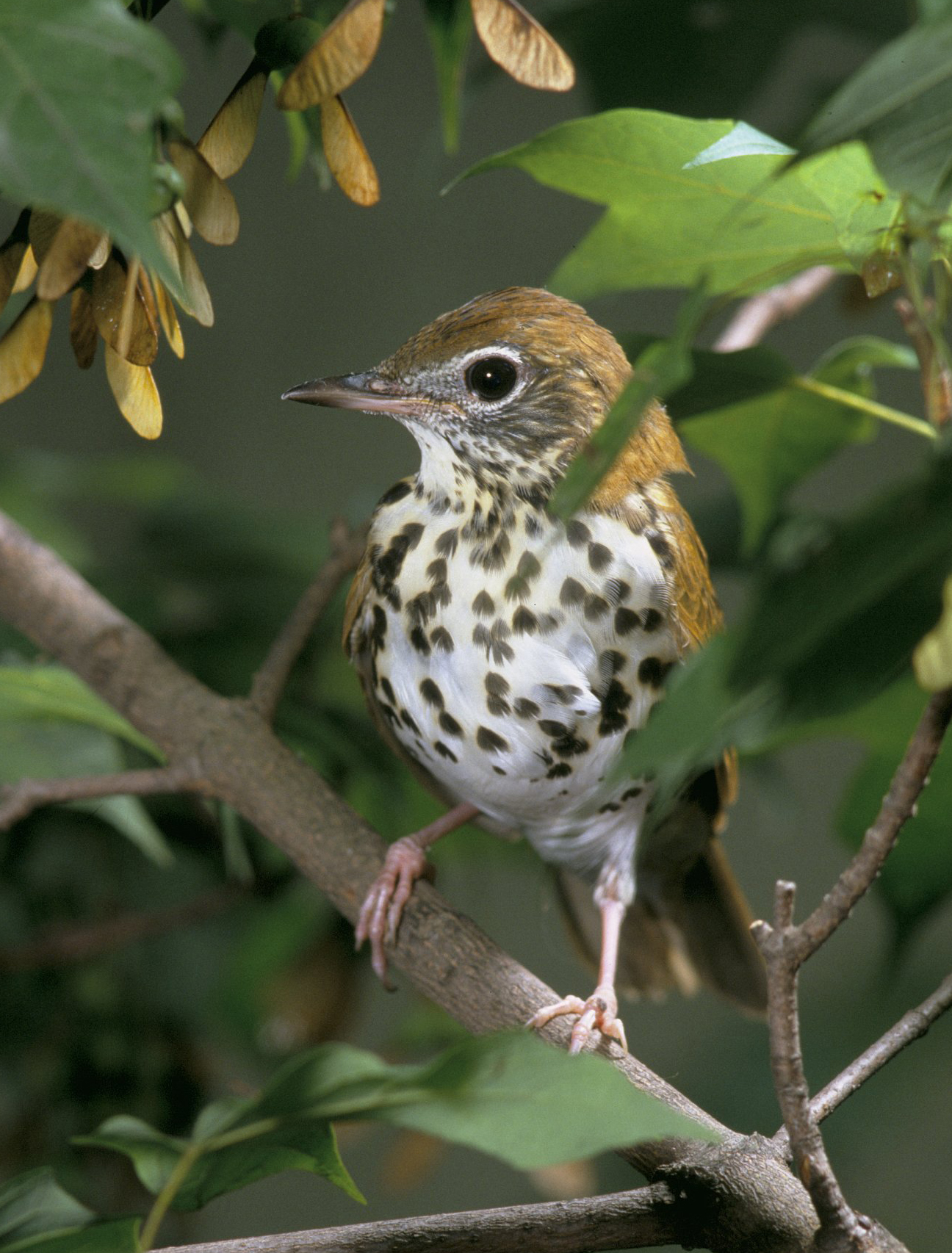
El tord, aliment típic en les cuines europees antigues

Pel que fa als ocells cantaires no existeix a la UE una prohibició clara sobre la seva caça i ingesta, però hi ha països on la caça d'ocells està permesa per les lleis malgrat les lleis europees de protecció d'animals. Per això en algunes zones i països d'Europa es considera una pràctica acceptable servir-los com a delícies als restaurants i bars, com als Alps, Itàlia, Espanya o França.
En els llibres antics existeixen exemples històrics que proven que la ingesta d'ocells cantaires ha estat part de la dieta de totes les classes socials durant molts mil·lennis en el nord d'Europa. Només hi va haver rebuig sobre la seva ingesta quan van començar els moviments socials per a la protecció dels animals en el segle xix, moment en què va començar a posar-se en dubte el seu consum. Alguns autors tracten més aquest tema com un rebuig que com un tabú.
Hi ha, però, algunes tradicions europees d'ingesta d'ocells, com ara el Thüringer Meisensuppe de la cuina alemanya, el Helgoländer Drosselsoop o el conegut internacionalment Leipziger Lerchen. Fins fa poc eren comuns en la cuina espanyola els ocellets fregits, avui prohibits. A Llatinoamèrica, segurament heretat de la tradició culinària italiana, la polenta amb ocellets figura en llibres de cuina com un clàssic. L'investigador Schmoll esmenta que la prohibició de la ingesta d'ocells a Europa va començar al segle xviii, al nord d'Europa, i es va anar estenent a mesura que avançaven els segles. Els motius de la protesta són dobles: d'una banda aquest tipus d'animals regula la població d'insectes i per una altra és vist com un animal social.

### Balenes
El consum de balenes és molt popular en les gastronomies d'Islàndia, a la costa oest de Noruega i el Japó, així com a la cuina inuit dels esquimals. Avui dia la seva caça per al comerç està prohibida i amb finalitats científiques altament restringida.

### Tortugues

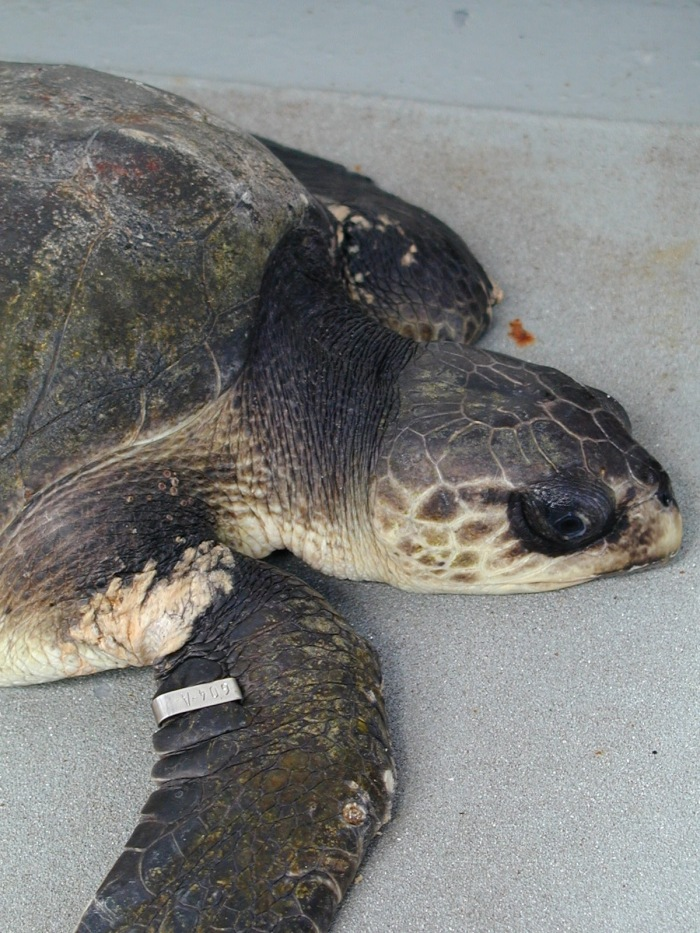
Tortuga sacrificada per elaborar sopa de tortuga

Un exemple de prohibició justificada és la importació de l'espècie denominada tortuga marina, emprada generalment en la sopa de tortuga. Aquesta prohibició va començar a Alemanya el 1984 i des dels anys 1980 no s'han exportat més exemplars. La tortuga marítima és considerada una espècie amenaçada des de la Convention on International Trade in Endangered Species of Wild Fauna and Flora (CITES). En les lleis jueves sobre el menjar es diu que la tortuga, així com tot animal aquàtic que no tingui escates i brànquies, és impura i, per tant, considerat com un tabú.
La sopa de tortuga va començar a ser en molt popular al segle xviii a Gran Bretanya, lloc on va ser inventada i consumida com una delícia exòtica i símbol d'estatus per les classes mitjanes. Ja en el segle xvi es valorava com una carn molt nutritiva. Com la carn de tortuga era considerada un peix, es podia menjar durant la quaresma, i d'aquesta manera es va produir un increment estacional del seu consum per Setmana Santa.

### Vísceres

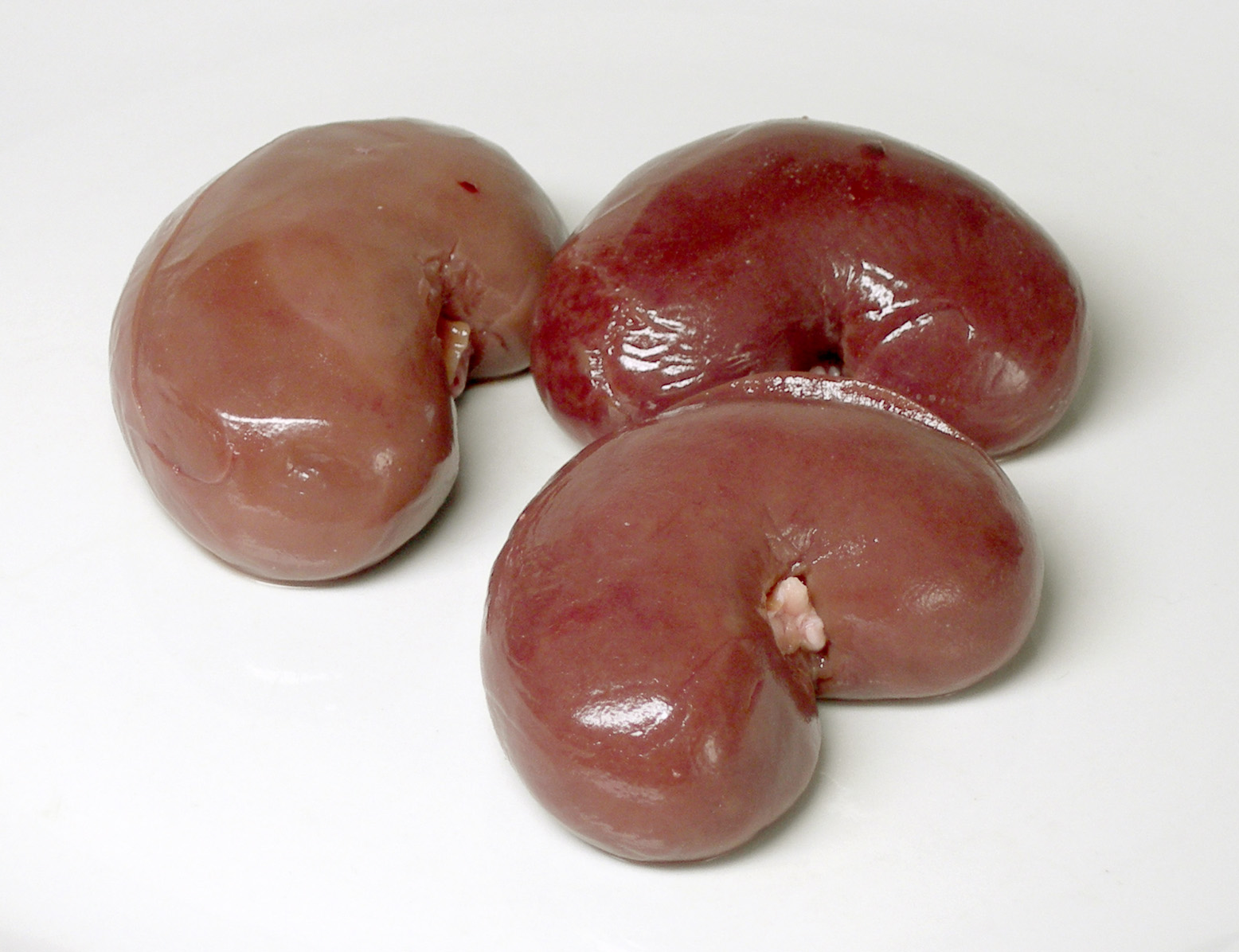
Ronyons frescos de be

És tradicional que després de la matança de certs animals es consumeixin en la seva totalitat. L'ús de les vísceres a les cuines es descrivia en els llibres de cuina del segle xix encara que ja havien estat considerades com a aliment des de l'edat mitjana, i es coneix el seu consum des del mateix origen de la humanitat. L'investigador Stephen Mennell afirma: «Molts humans no senten aversió avui dia cap al consum de carn, sinó en particular cap al consum de certes parts d'animals, denominades vísceres». El seu origen en la major part dels casos procedeix d'arrels humils, dels estrats baixos de la població que només podia alimentar-se de forma barata amb les restes de sacrificis d'animals, etc. Així s'explica per exemple l'existència de plats tan populars d'abans com els budells i intestins de xai fregits, els callos a la cuina madrilenya i gallega, el saumagen de la cuina alemanya del Palatinat i els haggis de la cuina escocesa, per després donar pas a plats molt preuats en certa època, com el foie gras francès (paté de fetge d'ànec) i fins i tot el caviar noruec (ous d'esturió).
L'aversió cap a aquest tipus de plats amb vísceres se està incrementant, fins al punt que a poc a poc s'està convertint en una delícia per a una minoria de la població, com ara el cervell (clàssic farcit de bunyols) o la llengua. Els psicòlegs socials han pogut provar, en una escala Guttman, les actituds cap al consum de les vísceres i com creix el rebuig al fetge, ronyó, llengua, cervell i testicles. A més a més han descobert que a Amèrica el rebuig és major que a Anglaterra o a França.

### Productes lactis
Mentre que a Europa i els Estats Units productes com la llet i els seus subproductes són generalment acceptats, en altres cultures existeixen molts grups humans que els rebutgen o eviten, com per exemple en molts llocs d'Àsia. No tant pel sabor, sinó més aviat a la inexistència en la majoria de la població adulta de l'enzim intestinal anomenada lactasa, encarregada de processar la lactosa en la digestió. Aquest fenomen rep el nom d'intolerància a la lactosa. El nadó humà, neixi on neixi, té aquest enzim en el seu estómac per poder processar la llet materna, encara que el cos cessa la producció del enzim als tres anys. Per aquesta raó la tolerància a la lactosa no és una regla sinó una mutació genètica. Sense aquest enzim el còlon s'irrita en contacte amb la lactosa i produeix diarrees, així com diversos trastorns gàstrics o intestinals.

## Canibalisme
Un dels aliments considerat tabú en la majoria de les cultures del món és la carn humana. Socialment el consum de carn humana és considerat acceptable en ocasions excepcionals, com per exemple en casos de naufragi. Marvin Harris diu que «la societat sanciona el consum de carn humana quan hi ha la presència simultània d'altres aliments», tot i que moltes persones pensen que el consum de carn humana ha de ser considerat com a contrari a la moral en qualsevol cas.
Troballes a jaciments arqueològics apunten cap al fet que el canibalisme era una pràctica comuna en les etapes primigènies de l'home. S'han trobat referències datades de fa aproximadament 350.000 anys a la Xina i també de l'època de l'home de Neandertal, on alguns casos mostren exemples clars de processament (precuina) que indiquen que la carn humana no s'ingeria crua. Les víctimes en alguns casos eren part d'un culte religiós, com assenyalen les troballes a Bad Frankenhausen, a Turíngia.
Els antropòlegs han descrit quatre tipus diferents de canibalisme:
- Canibalisme profà, identificat com la utilització de la carn humana com a aliment.
- Canibalisme antisocial o Canibalisme de guerra, que es produeix en situacions límit o accidents (com l'ocorregut en el vol 571 uruguaià).
- Canibalisme de judici, quan el condemnat es menja després d'un judici.
- Canibalisme ritual, com a part d'un ofrena als déus.